# クセニヤ・マカロワ
クセニヤ・オレゴヴナ・マカロワ（ロシア語: Ксе́ния Оле́говна Мака́рова, 英語: Ksenia Olegovna Makarova, 1992年12月20日 - ）は、ロシア出身の女性元フィギュアスケート選手（女子シングル）。両親は元フィギュアスケート選手でコーチのラリサ・セレズネワとオレグ・マカロフ。
2010年バンクーバーオリンピックロシア代表。2009ロシアフィギュアスケート選手権優勝。

## 経歴
マカロワはサラエボオリンピックのペア銅メダリスト、ラリサ・セレズネワとオレグ・マカロフの娘としてサンクトペテルブルクで生まれた。両親はフィギュアスケートコーチをしており、その後まもなく一家でアメリカに渡った。
2006-2007シーズンまでアメリカで競技会に出場しており、全米選手権でノービスクラス7位の成績を残している。2007-2008シーズンからアメリカ在住のままロシアに所属し、翌シーズンにはジュニアグランプリシリーズに出場、2009-2010シーズンには2大会で表彰台に立ちファイナルに進出した。またニース杯でシニアクラスで国際大会優勝を果たし、ロシア選手権も初出場で優勝。バンクーバーオリンピックに出場し10位に入った。
2010-2011シーズン、グランプリシリーズに参戦。スケートカナダで表彰台に乗る2位、ロステレコム杯で7位となった。ロシア選手権では5位だったものの、上位の選手がシニアの年齢規定に満たなかったため、欧州選手権と世界選手権の代表に選出された。いずれの大会もSPではメダル圏内の順位だったものの、FSではミスが相次ぎメダル獲得には至らなかった。1月にはコーチをエフゲニー・ルカヴィツィンに変更し、練習拠点をアメリカから故郷であるロシアのサンクトペテルブルクに移した。
2011-2012シーズン、グランプリシリーズではスケートアメリカで5位、中国杯で7位と順位を落としてしまう。ロシア選手権では4位だったが、昨シーズンと同様上位の選手がシニアの年齢規定に満たなかったため、欧州選手権の代表入りを果たす。しかしその欧州選手権でも、SPでは3位だったがFSで7位、合計でも6位に終わった。テストスケートを経て、世界選手権の代表に決定した。最終グループ入りし、3年連続でFSは最終滑走だったものの過去最低の9位。
2012-2013シーズン、NRW杯で2位。ロシア選手権では過去最低の8位で、3年ぶりに欧州選手権と世界選手権の代表を逃した。
2013-2014シーズンは、慢性的な臀部の怪我により、シーズン全ての試合を欠場。8月16日、アメリカ合衆国の市民権を両親と共に取得した。2014年2月にインタビューを受け、引退していた事を発表した。

## 主な戦績
| 大会/年             | 2006-07 | 2007-08 | 2008-09 | 2009-10 | 2010-11 | 2011-12 | 2012-13 |
| ------------------- | ------- | ------- | ------- | ------- | ------- | ------- | ------- |
| 冬季オリンピック    |         |         |         | 10      |         |         |         |
| 世界選手権          |         |         |         | 8       | 7       | 9       |         |
| 欧州選手権          |         |         |         | 9       | 4       | 6       |         |
| ロシア選手権        |         |         |         | 1       | 5       | 4       | 8       |
| GPスケートカナダ    |         |         |         |         | 2       |         | 6       |
| GP NHK杯            |         |         |         |         |         |         | 7       |
| GP中国杯            |         |         |         |         |         | 7       |         |
| GPスケートアメリカ  |         |         |         |         |         | 5       |         |
| GPロステレコム杯    |         |         |         |         | 7       |         |         |
| NRW杯               |         |         |         |         |         |         | 2       |
| ネーベルホルン杯    |         |         |         |         |         | 棄権    |         |
| フィンランディア杯  |         |         |         |         | 4       |         |         |
| ニース杯            |         |         |         | 1       |         |         |         |
| ロシアJr.選手権     |         | 4       | 5       |         |         |         |         |
| JGPファイナル       |         |         |         | 4       |         |         |         |
| JGPミンスクアイス   |         |         |         | 3       |         |         |         |
| JGPレークプラシッド |         |         |         | 2       |         |         |         |
| JGP J.カリー記念    |         |         | 4       |         |         |         |         |
| JGPマドリード       |         |         | 4       |         |         |         |         |
| 全米選手権          | 7 N     |         |         |         |         |         |         |

- N - ノービスクラス

### 詳細
| 2012-2013 シーズン    |                                                    |          |          |          |
| 開催日                | 大会名                                             | SP       | FS       | 結果     |
| 2012年12月24日 - 28日 | ロシアフィギュアスケート選手権（ソチ）             | 12 53.36 | 7 110.47 | 8 163.83 |
| 2012年12月4日 - 9日   | 2012年NRW杯（ドルトムント）                        | 2 59.55  | 6 99.46  | 2 159.01 |
| 2012年11月23日 - 25日 | ISUグランプリシリーズ NHK杯（利府）                | 4 58.93  | 7 97.59  | 7 156.52 |
| 2012年10月26日 - 28日 | ISUグランプリシリーズ スケートカナダ（ウィンザー） | 3 58.56  | 9 95.55  | 6 154.11 |

| 2011-2012 シーズン     |                                                            |         |          |          |
| 開催日                 | 大会名                                                     | SP      | FS       | 結果     |
| 2012年3月26日 - 4月1日 | 2012年世界フィギュアスケート選手権（ニース）               | 6 58.51 | 14 90.97 | 9 149.48 |
| 2012年1月23日 - 29日   | 2012年ヨーロッパフィギュアスケート選手権（シェフィールド） | 3 57.55 | 7 102.04 | 6 159.59 |
| 2011年12月24日 - 28日  | ロシアフィギュアスケート選手権（サランスク）               | 2 64.30 | 6 111.19 | 4 175.49 |
| 2011年11月4日 - 6日    | ISUグランプリシリーズ 中国杯（上海）                       | 9 45.90 | 6 97.57  | 7 143.47 |
| 2011年10月21日 - 23日  | ISUグランプリシリーズ スケートアメリカ（オンタリオ）       | 7 45.95 | 4 96.72  | 5 142.67 |
| 2011年9月22日 - 24日   | 2011年ネーベルホルン杯（オーベルストドルフ）               | 6 45.95 | -        | 棄権     |

| 2010-2011 シーズン     |                                                      |         |          |          |
| 開催日                 | 大会名                                               | SP      | FS       | 結果     |
| 2011年4月24日 - 5月1日 | 2011年世界フィギュアスケート選手権（モスクワ）       | 3 61.62 | 9 105.60 | 7 167.22 |
| 2011年1月24日 - 30日   | 2011年ヨーロッパフィギュアスケート選手権（ベルン）   | 2 60.35 | 5 101.69 | 4 162.04 |
| 2010年12月25日 - 29日  | ロシアフィギュアスケート選手権（サランスク）         | 1 64.16 | 6 109.75 | 5 173.91 |
| 2010年11月19日 - 21日  | ISUグランプリシリーズ ロステレコム杯（モスクワ）     | 8 52.93 | 6 97.52  | 7 150.45 |
| 2010年10月29日 - 31日  | ISUグランプリシリーズ スケートカナダ（キングストン） | 2 57.90 | 2 107.10 | 2 165.00 |
| 2010年10月7日 - 10日   | 2010年フィンランディア杯（ヴァンター）               | 5 46.44 | 3 85.69  | 4 132.13 |

| 2009-2010 シーズン    |                                                            |          |          |           |
| 開催日                | 大会名                                                     | SP       | FS       | 結果      |
| 2010年3月26日 - 27日  | 2010年世界フィギュアスケート選手権（トリノ）               | 5 62.06  | 8 107.58 | 8 169.64  |
| 2010年2月23日 - 25日  | バンクーバーオリンピック（バンクーバー）                   | 12 59.22 | 9 112.69 | 10 171.91 |
| 2010年1月22日 - 23日  | 2010年ヨーロッパフィギュアスケート選手権（タリン）         | 9 54.06  | 9 92.79  | 9 146.85  |
| 2009年12月24日 - 25日 | ロシアフィギュアスケート選手権（サンクトペテルブルク）     | 2 62.75  | 3 116.15 | 1 178.90  |
| 2009年12月5日 - 6日   | 2009/2010 ISUジュニアグランプリファイナル（東京）          | 3 55.38  | 4 91.91  | 4 147.29  |
| 2009年11月7日 - 8日   | 2009年ニース杯（ニース）                                   | 1 52.26  | 1 100.43 | 1 152.69  |
| 2009年9月24日 - 25日  | ISUジュニアグランプリ ミンスクアイス（ミンスク）           | 2 49.08  | 3 77.34  | 3 126.42  |
| 2009年9月4日 - 5日    | ISUジュニアグランプリ レークプラシッド（レークプラシッド） | 4 47.05  | 2 90.89  | 2 137.94  |

| 2008-2009 シーズン    |                                                            |         |         |          |
| 開催日                | 大会名                                                     | SP      | FS      | 結果     |
| 2009年1月28日 - 31日  | ロシアジュニアフィギュアスケート選手権（サランスク）       | 3 55.04 | 6 85.17 | 5 140.21 |
| 2008年10月15日 - 18日 | ISUジュニアグランプリ ジョン・カリー記念（シェフィールド） | 3 51.16 | 4 86.62 | 4 137.78 |
| 2008年9月24日 - 28日  | ISUジュニアグランプリ マドリード杯（マドリード）           | 1 49.72 | 8 73.17 | 4 122.89 |

| 2007-2008 シーズン     |                                                              |    |    |          |
| 開催日                 | 大会名                                                       | SP | FS | 結果     |
| 2008年1月30日 - 2月2日 | ロシアジュニアフィギュアスケート選手権（ロストフ・ナ・ドヌ） | 4  | 4  | 4 134.67 |

| 2006-2007 シーズン   |                                                           |         |         |          |
| 開催日               | 大会名                                                    | SP      | FS      | 結果     |
| 2007年1月21日 - 28日 | 全米フィギュアスケート選手権 ノービスクラス（スポケーン） | 7 39.42 | 7 73.17 | 7 112.59 |

## プログラム使用曲
| シーズン  | SP                                                                | FS | EX                                              |
| --------- | ----------------------------------------------------------------- | --- | ----------------------------------------------- |
| 2012-2013 | Мaria And The Violin's String 曲：Ashram 振付：イリヤ・アベルブフ | メガポリス 作曲：セルゲイ・マキシモフ 振付：イリヤ・アベルブフ |                                                 |
| 2011-2012 | Мaria And The Violin's String 曲：Ashram 振付：イリヤ・アベルブフ | 20世紀フォックスファンファーレ 作曲：ジョン・ウィリアムズ ダイヤは女の最良の友 作曲：ジュール・スタイン あなたに愛されたいの 作曲：アドルフ・ドイッチェ 振付：オルガ・グリンカ | フラメンコ 曲：Didulia 振付：ニーナ・ペトレンコ |
| 2010-2011 | フラメンコ 曲：Didulia 振付：ニーナ・ペトレンコ                   | ミュージカル『エビータ』より 作曲：アンドルー・ロイド・ウェバー 振付：ニーナ・ペトレンコ                                                                                       | スウェイ 曲：プッシーキャット・ドールズ         |
| 2009-2010 | 映画『ラヴェンダーの咲く庭で』より 作曲：ナイジェル・ヘス         | 映画『13ウォーリアーズ』より 作曲：ジェリー・ゴールドスミス | スウェイ 曲：プッシーキャット・ドールズ         |
| 2008-2009 | 『シルク・ドゥ・ソレイユ』より                                    | 映画『Mr.&Mrs. スミス』より 作曲：ジョン・パウエル |                                                 |
| 2007-2008 | 山の魔王の宮殿にて 作曲：エドヴァルド・グリーグ                   | ドン・キホーテ 作曲：レオン・ミンクス |                                                 |
| 2006-2007 | リベルタンゴ 作曲：アストル・ピアソラ                             | 映画『シカゴ』サウンドトラックより 作曲：ジョン・カンダー |                                                 |